# Перминовы (Даровской район)
Перминовы — опустевшая деревня в Даровском районе Кировской области в составе Вонданского сельского поселения.

## География
Находится на расстоянии примерно 39 км на север от райцентра, посёлка Даровской.

## История
Известна с 1710 года как починок над речкой Гаревкой с 2 дворами, в 1763 году уже починок Михаила Зайцева со 157 жителями. В 1873 году здесь (починок Михаила Зайцева или Перминовы) отмечено дворов 6 и жителей 56, в 1905 14 и 111, в 1926 24 и 120, в 1950 23 и 86. В 1989 году отмечено 25 жителей.

## Население
Постоянное население составляло 3 человека (русские 100 %) в 2002 году, 0 в 2010.